# Kalendarium dzień po dniu

## Dzisiaj
24 marca jest 83. (w latach przestępnych 84.) dniem w kalendarzu gregoriańskim. Do końca roku pozostaje 282 dni.

## Święta
- Imieniny obchodzą: Ademar, Aldmir, Aleksander, Bertrada, Dionizy, Dydak, Dzierżysław, Dzierżysława, Dziesława, Dzirżysława, Gabriel, Jan, Józef, Katarzyna, Marek, Oldmir, Romulus, Sewer, Sofroniusz i Szymon.
- Argentyna – Dzień Pamięci dla Prawdy i Sprawiedliwości
- Międzynarodowe:
  - Międzynarodowy Dzień Prawa do Prawdy dotyczącej Poważnych Naruszeń Praw Człowieka i Godności Ofiar (ustanowione w 2010 przez Zgromadzenie Ogólne ONZ)
  - Światowy Dzień Gruźlicy (wyznaczony przez Światowe Zgromadzenie WHO w rocznicę poinformowania świata nauki o wyizolowaniu prątka gruźlicy przez Roberta Kocha w 1882)
- Polska – Narodowy Dzień Życia
- Narodowy Dzień Pamięci Polaków ratujących Żydów pod okupacją niemiecką – święto państwowe (ustanowione przez senat 14.03.2018[1]).
- Wspomnienia i święta w Kościele katolickim obchodzą[2][3] obchodzą
  - św. Gabriel Archanioł (w tradycyjnej liturgii)
  - bł. Dydak Józef z Kadyksu (kapucyn i pisarz)
  - św. Katarzyna Szwedzka (brygidka)
  - bł. Klotylda Micheli (Maria Serafina od Najświętszego Serca)

## Wydarzenia w Polsce
- 1418 – Więziony od 9 lat na rozkaz swego starszego brata Władysława Jagiełły Świdrygiełło został uwolniony z zamku w Krzemieńcu przez 500 ludzi sprowadzonych przez Daszko Ostrogskiego i Aleksandra Nosa.
- 1568 – Król Zygmunt II August powołał Komisję Morską, będącą zaczątkiem polskiej admiralicji.
- 1637 – W Choszcznie spłonął klasztor franciszkański wraz z kościołem.
- 1651 – W kościele oo. jezuitów na Starym Mieście w Warszawie odbyła się instalacja i koronacja obrazu Matki Bożej Łaskawej – Patronki Warszawy.
- 1794 – Na rynku w Krakowie został odczytany przez byłego posła na Sejm Wielki Aleksandra Linowskiego Akt powstania obywatelów mieszkańców województwa krakowskiego, ogłaszający rozpoczęcie insurekcji przeciw Rosji i carycy Katarzynie II. Na mocy aktu, Tadeuszowi Kościuszce powierzono funkcję Najwyższego Naczelnika i polecono mu zorganizować rząd powstańczy – Radę Najwyższą Narodową. W trakcie uroczystości Kościuszko złożył następującą przysięgę: Ja, Tadeusz Kościuszko, przysięgam w obliczu Boga całemu Narodowi Polskiemu, iż powierzonej mi władzy na niczyj prywatny ucisk nie użyję, lecz jedynie jej dla obrony całości granic, odzyskania samowładności Narodu i ugruntowania powszechnej wolności używać będę. Tak mi Panie Boże dopomóż i niewinna męka Syna Jego.
- 1822 – W nocy z 23 na 24 marca pożar zniszczył ponad połowę zabudowań Mrągowa.
- 1832 – Rząd rosyjski wydał ukaz o karnym wcielaniu dzieci polskich do armii Imperium Rosyjskiego.
- 1863 – Powstanie styczniowe: porażka powstańców w bitwie pod Krasnobrodem.
- 1900 – W Krakowie odbyła się premiera dramatu Juliusza Słowackiego Sen srebrny Salomei.
- 1920 – Sejm Ustawodawczy przyjął ustawę O nabywaniu nieruchomości przez cudzoziemców, jeden z najstarszych, obowiązujących do dziś aktów prawnych.
- 1940:
  - Odbyły się wybory do Rady Najwyższej ZSRR oraz do rad republik związkowych Ukrainy i Białorusi, legitymizujące okupację ziem polskich.
  - Został przyjęty statut Kujawskiego Związku Polityczno-Literackiego.
- 1941 – Niemcy utworzyli getto żydowskie w Lublinie.
- 1942
  - Personel i mieszkańcy Żydowskiego Domu Starców i Sierot w Lublinie zostali zamordowani przez Niemców.
  - Z getta tranzytowego w Izbicy Niemcy wywieźli do obozu zagłady w Bełżcu około 2,2 tys. Żydów.
- 1944:
  - Niemiecka akcja represyjna w miejscowości Markowa koło Łańcuta wobec rodziny Ulmów oraz ukrywanych przez nich Żydów z rodzin Szallów i Goldmanów. Zginęło 9 Polaków (w tym nienarodzone dziecko z końcowej ciąży) i 8 Żydów.
  - W Bełzu oddział UPA dokonał masakry ponad 100 Polaków.
  - W kamienicy przy ul. Dietla 32 w Krakowie Kriminalpolizei aresztowała komendanta okręgu krakowskiego AK płka Józefa Spychalskiego wraz z kilkoma oficerami sztabu. Został on wywieziony w nieznanym kierunku i najprawdopodobniej zamordowany w sierpniu w KL Sachsenhausen.
  - Z obozu jenieckiego Stalag Luft III w Żaganiu uciekło 80 lotników, spośród których tylko trzech nie złapano.
- 1945:
  - Armia Czerwona zajęła miasta: Głubczyce, Pruszcz Gdański i Żory (wraz z 1. Czechosłowacką Samodzielną Brygadą Pancerną).
  - Ukazało się pierwsze wydanie „Tygodnika Powszechnego”.
- 1962 – W gdańskim klubie „Żak” odbył się pierwszy występ grupy Niebiesko-Czarni.
- 1967 – Rosnący od około 1250 roku w pobliżu dzisiejszego rezerwatu przyrody Buczyna Szprotawska w Borach Dolnośląskich dąb Chrobry został uznany za pomnik przyrody.
- 1976 – W rozegranym na Stadionie Śląskim w Chorzowie meczu towarzyskim Polska przegrała z Argentyną 1:2.
- 1980:
  - Premiera filmu Dyrygent w reżyserii Andrzeja Wajdy.
  - Premiera filmu Paciorki jednego różańca w reżyserii Kazimierza Kutza.
- 2006 – Posłanka Ligi Polskich Rodzin Ewa Sowińska została wybrana przez Sejm RP na stanowisko Rzecznika Praw Dziecka.
- 2012:
  - W Warszawie otwarto Most Marii Skłodowskiej-Curie.
  - Założono partię polityczną Solidarna Polska, której prezesem został Zbigniew Ziobro.
- 2014 – Na warszawskiej Giełdzie Papierów Wartościowych rozpoczęto publikację indeksów WIG50 i WIG250.
- 2024:
  - Inwazja Rosji na Ukrainę: rosyjska rakieta manewrująca, wystrzelona przez bombowiec strategiczny Tu-95, naruszyła polską przestrzeń powietrzną i przebywała w niej przez 39 sekund.
  - Port lotniczy Rzeszów-Jasionka otrzymał imię Rodziny Ulmów.

## Wydarzenia na świecie
- 1084 – Spór o inwestyturę: w zajętym przez wojska króla Niemiec Henryka IV Salickiego Rzymie odbyła się intronizacja antypapieża Klemensa III.
- 1338 – Wojna stuletnia: flota francuska zaatakowała Portsmouth.
- 1401 – Wojska mongolskie pod wodzą Timura Chromego zdobyły i ograbiły Damaszek.
- 1545 – Z powodu uciążliwego klimatu i plagi komarów podjęto decyzję o przeniesieniu w głąb lądu hiszpańskiej kolonii Valladolid na Jukatanie.
- 1603:
  - Ieyasu Tokugawa został siogunem. W dziejach Japonii rozpoczęła się okres Edo.
  - Jakub I Stuart wstąpił na tron angielski. Początek unii personalnej Anglii i Szkocji.
- 1698 – W Kopenhadze król Danii Chrystian V i książę elektor Saksonii oraz król Polski August II Mocny zawarli duńsko-saski sojusz obronny.
- 1720 – Fryderyk I Heski został królem Szwecji.
- 1794 – Rewolucja francuska: dziennikarz i przywódca hebertystów Jacques-René Hébert został ścięty na gilotynie wraz ze swymi stronnikami.
- 1805 – Jan I został księciem Liechtensteinu.
- 1808 – Wojna na Półwyspie Iberyjskim: wojska francuskie wkroczyły do Madrytu w celu stłumienia hiszpańskiego powstania przeciw Napoleonowi Bonaparte.
- 1809 – Wojna na Półwyspie Iberyjskim: pułk lansjerów nadwiślańskich dowodzony przez płka Jana Konopkę wydostał się z okrążenia hiszpańskiego pod Yevenes, tracąc 89 ludzi.
- 1839 – W Paryżu oficjalnie otwarto Bibliotekę Polską.
- 1843 – Zwycięstwo wojsk brytyjskich dowodzonych przez generała Charlesa Napiera nad siłami Emiratu Sindh w bitwie pod Dubbą w dzisiejszym Pakistanie.
- 1848 – Wybuchła niemiecko-duńska I wojna o Szlezwik.
- 1854 – W Wenezueli zniesiono niewolnictwo.
- 1860 – Niemiecki astronom Robert Luther odkrył planetoidę (58) Concordia.
- 1870 – Założono Syracuse University z siedzibą w mieście Syracuse w stanie Nowy Jork.
- 1878:
  - Benedetto Cairoli został premierem Włoch.
  - Korweta HMS „Eurydice” zatonęła w czasie sztormu u wybrzeży brytyjskiej wyspy Wight, w wyniku czego zginęło ponad 300 marynarzy.
- 1882 – Robert Koch ogłosił w Berlinie wyodrębnienie bakterii prątka odpowiedzialnego za gruźlicę.
- 1886 – Imperium Osmańskie przekazało Bułgarii zwierzchnictwo nad prowincją Rumelia Wschodnia.
- 1896:
  - Aleksandr Popow nawiązał łączność radiową i przekazał znaki telegraficzne na odległość ponad 250 m.
  - Pisarz Joseph Conrad ożenił się z Jessie George.
- 1900:
  - Rozpoczęto budowę nowojorskiego metra.
  - W stanie Ohio 14-letni chłopiec zastrzelił ostatniego żyjącego na wolności gołębia wędrownego.
- 1902 – Przyjęto flagę Nowej Zelandii.
- 1912 – Rewolucja meksykańska: zwycięstwo rebeliantów nad wojskami rządowymi w I bitwie pod Rellano.
- 1913 – Na Broadwayu w Nowym Jorku otwarto Palace Theatre.
- 1919:
  - Ostatni cesarz Austrii Karol I Habsburg udał się wraz z rodziną na wygnanie do Szwajcarii.
  - W Homlu wybuchł antysowiecki bunt Striekopytowa.
- 1928 – Zwodowano japoński ciężki krążownik „Haguro”.
- 1929 – Włoscy faszyści zdobyli 99% głosów w jednopartyjnych wyborach parlamentarnych.
- 1933 – Diaspora żydowska na świecie ogłosiła bojkot niemieckich towarów.
- 1934 – Kongres Stanów Zjednoczonych uchwalił ustawę przewidującą uzyskanie niepodległości przez Filipiny w 1945 roku.
- 1939 – Chorlogijn Czojbalsan został premierem Mongolii.
- 1940 – Francuski niszczyciel „La Railleuse”(inne języki) zatonął w pobliżu Casablanki po przypadkowej eksplozji jednej z jego torped, w wyniku czego zginęło 28 członków załogi, a 24 zostało rannych.
- 1941 – II wojna światowa w Afryce: rozpoczęła się niemiecko-włoska ofensywa w Cyrenajce.
- 1942:
  - Admirał Chester Nimitz został głównodowodzącym armii amerykańskiej na Pacyfiku.
  - Bitwa o Atlantyk: niemiecki okręt podwodny U-655 wraz z 45-osobową załogą został staranowany i zatopiony na Morzu Barentsa przez brytyjski trałowiec HMS „Sharpshooter”.
- 1944 – W Grotach Ardeatyńskich na przedmieściach Rzymu Niemcy rozstrzelali 335 Włochów i Żydów. Zbrodni dokonano w odwecie za zamach na kolumnę niemieckiej policji, przeprowadzony dzień wcześniej przez członków włoskiego ruchu oporu.
- 1945 – Front zachodni: w trakcie forsowania Renu alianci przeprowadzili udaną operację powietrznodesantową z udziałem 16 tys. spadochroniarzy.
- 1949 – Odbyła się 21. ceremonia wręczenia Oscarów.
- 1950 – W Austrii wykonano ostatni wyrok śmierci.
- 1958 – Elvis Presley został powołany do wojska.
- 1959 – Powstał Kubański Instytut Przemysłu i Sztuki Filmowej (ICAIC).
- 1960 – Pisarz Henry de Montherlant został wybrany do Akademii Francuskiej.
- 1962 – W 13. rundzie walki o zawodowe mistrzostwo świata w bokserskiej wadze półśredniej, toczonej w nowojorskiej hali Madison Square Garden, obrońca tytułu Kubańczyk Benny Paret został ciężko znokautowany przez Amerykanina Emile'a Griffitha i zmarł 10 dni później nie odzyskując przytomności.
- 1966 – Rozpoczęła nadawanie Izraelska Telewizja Edukacyjna (IETV), jako pierwszy kanał telewizyjny w kraju.
- 1968 – Pod Wexford w Irlandii rozbił się samolot Vickers Viscount irlandzkich linii Aer Lingus, w wyniku czego zginęło 61 osób.
- 1969 – Abd al-Munim ar-Rifa’i został premierem Jordanii.
- 1971 – „The Washington Post” opublikował dokumenty skradzione 8 marca przez grupę aktywistów z siedziby FBI w miejscowości Media w Pensylwanii, dotyczące przeprowadzania tajnych i niekiedy nielegalnych operacji śledzenia, infiltrowania i zakłócania działania amerykańskich organizacji politycznych w ramach programu COINTELPRO.
- 1972 – Brytyjski rząd wprowadził bezpośrednie rządy w Irlandii Północnej, zawieszając lokalny dwuizbowy parlament, odwołując premiera Briana Faulknera i tworząc stanowisko ministra ds. Irlandii Północnej na czele z Williamem Whitelawem.
- 1973:
  - Ukazał się album The Dark Side of the Moon brytyjskiej grupy Pink Floyd.
  - Zlikwidowano komunikację trolejbusową w Chicago.
- 1975:
  - 50-letni Alex Mitchell z angielskiego miasta King’s Lynn zmarł na zawał serca po 25 minutach ciągłego śmiechu w trakcie oglądania odcinka serialu komediowego  The Goodies.
  - W Richfield w stanie Ohio w walce o bokserskie zawodowe mistrzostwo świata w wadze ciężkiej mało znany Amerykanin Chuck Wepner przegrał w 15. (ostatniej) rundzie przez techniczny z broniącym tytułu Muhammadem Alim, wcześniej (w 9. rundzie) kładąc go na deski. Występ Wepnera zainspirował Sylvestra Stallone do napisania scenariusza do filmu Rocky i stworzenia postaci Rocky'ego Balboa.
- 1976 – Doszło do wojskowego zamachu stanu w Argentynie, w wyniku którego została obalona prezydent Isabel Perón, a władzę przejęła prawicowa junta pod wodzą gen. Jorge Rafaela Videli.
- 1977 – Morarji Desai został premierem Indii.
- 1980 – Został zastrzelony arcybiskup San Salvadoru i obrońca praw człowieka Oscar Romero.
- 1982 – Gen. Hossain Mohammed Ershad obalił w bezkrwawym zamachu stanu prezydenta Bangladeszu Abdusa Sattara i wprowadził w kraju stan wojenny.
- 1985 – Mohammad Khan Junejo został premierem Pakistanu.
- 1986:
  - Otwarto tor wyścigowy Hungaroring pod Budapesztem.
  - Po ostrzelaniu przez Libijczyków samolotów amerykańskich rakietami ziemia-powietrze, doszło do odwetowych amerykańskich nalotów na libijskie instalacje rakietowe i okręty wojenne w Zatoce Wielkiej Syrty.
- 1989 – Amerykański tankowiec „Exxon Valdez” wpłynął na skały w Zatoce Alaska. Wyciek ropy spowodował katastrofę ekologiczną.
- 1990:
  - Ostatnie wojska indyjskie zostały wycofane ze Sri Lanki.
  - Późniejszy pierwszy prezydent Uzbekistanu Islom Karimov został przewodniczącym Rady Najwyższej Uzbeckiej SRR.
- 1991 – Wybuchła wojna domowa w Sierra Leone.
- 1992 – Po awarii w elektrowni atomowej w rosyjskim Sosnowym Borze do atmosfery wydostał się radioaktywny jod i inne substancje.
- 1993:
  - Ezer Weizman został wybrany przez parlament na urząd prezydenta Izraela.
  - Została odkryta kometa Shoemaker-Levy 9, której fragmenty w lipcu 1994 roku uderzyły w Jowisza.
- 1995 – Japoński zdalnie sterowany robot Kaikō zszedł na dno Rowu Mariańskiego na Pacyfiku, wykonując najdokładniejszy do dnia dzisiejszego pomiar jego głębokości (10 911 m).
- 1996:
  - Były marksistowski dyktator Mathieu Kérékou wygrał w II turze wybory prezydenckie w Beninie.
  - W Iraku przeprowadzono pierwsze od 7 lat wybory parlamentarne.
- 1997 – Odbyła się 69. ceremonia wręczenia Oscarów.
- 1998 – W Jonesboro w amerykańskim stanie Arkansas dwaj uczniowie w wieku 11 i 13 lat, po wywołaniu fałszywego alarmu pożarowego, zastrzelili 4 uczennice i nauczyciela oraz zranili 10 innych osób opuszczających budynek miejscowej szkoły średniej.
- 1999:
  - Początek nalotów NATO na cele w Jugosławii w celu ochrony albańskiej ludności Kosowa (operacja „Allied Force”).
  - Wybuchł pożar w tunelu Mont Blanc, w wyniku którego zginęło 39 osób, a kilkanaście zostało rannych.
- 2000 – Papież Jan Paweł II odwiedził sanktuaria nad Jeziorem Genezaret: Kafarnaum, Tabgę oraz Górę Błogosławieństw.
- 2001 – 21 osób zginęło, a ponad 100 zostało rannych w eksplozjach trzech samochodów-pułapek w południoworosyjskich miastach: Mineralne Wody, Jessentuki i Adyge-Chabl.
- 2002 – Odbyła się 74. ceremonia wręczenia Oscarów.
- 2004:
  - Baldwin Spencer został premierem Antigui i Barbudy.
  - W Pradze otwarto halę widowiskowo-sportową O2 Arena.
- 2005:
  - Tulipanowa rewolucja: obalony prezydent Kirgistanu Askar Akajew uciekł z rodziną do Rosji.
  - We francuskim Amiens odbyły się obchody setnej rocznicy śmierci Juliusza Verne’a, prekursora powieści fantastyczno-naukowych.
- 2006:
  - Arcybiskup metropolita krakowski Stanisław Dziwisz został mianowany kardynałem przez papieża Benedykta XVI.
  - Dżinsowa rewolucja: likwidacja pola namiotowego mieszkańców Mińska  protestujących przeciwko wynikom wyborów prezydenckich, podczas których zatrzymano 460 osób.
- 2007 – Piłkarska reprezentacja Anglii do lat 21 zremisowała z rówieśnikami z Włoch 3:3 w inauguracyjnym meczu na nowym stadionie Wembley w Londynie.
- 2008 – Odbyły się pierwsze w historii wybory do izby niższej parlamentu Bhutanu.
- 2009 – Czeska Izba Poselska wyraziła wotum nieufności wobec rządu Mirka Topolánka.
- 2011 – 151 osób zginęło, a 212 zostało rannych w trzęsieniu ziemi we wschodniej Birmie.
- 2013 – Wojna domowa w Republice Środkowoafrykańskiej: prezydent François Bozizé uciekł za granicę po zajęciu stolicy kraju Bangi przez rebeliantów z ruchu Séléka, których przywódca, Michel Djotodia, ogłosił się nowym prezydentem.
- 2015 – 150 osób zginęło we francuskich Alpach w katastrofie lecącego z Barcelony do Düsseldorfu Airbusa A320-211 niemieckich tanich linii lotniczych Germanwings, do której celowo doprowadził drugi pilot Andreas Lubitz.
- 2021 – Gubernator Ralph Northam podpisał ustawę znoszącą karę śmierci w Wirginii.

## Eksploracja kosmosu
- 1961 – Odbyła się bezzałogowa misja kosmiczna Mercury-Redstone BD w ramach amerykańskiego programu Mercury, wstawiona na polecenie Wernhera von Brauna pomiędzy lotami Mercury-Redstone 2 (lot szympansa o imieniu Ham) i Mercury-Redstone 3 (lot Alana Sheparda). Głównym celem misji było przetestowanie udoskonaleń wprowadzonych w rakiecie Redstone w celu usunięcia anomalii z lotu MR-2 i wcześniejszych, tak by rakieta mogła wynieść pojazd z człowiekiem na pokładzie bez zbędnych komplikacji.
- 1965 – Amerykańska sonda Ranger 9, po wykonaniu 5814 zdjęć, rozbiła się planowo o powierzchnię Księżyca.
- 1975 – Utracono łączność z amerykańską sondą Mariner 10, która badała Wenus i Merkurego.
- 1992 – Rozpoczęła się misja STS-45 wahadłowca Atlantis.

## Urodzili się
- 1188 – Ferdynand, infant portugalski, hrabia Flandrii (zm. 1233)
- 1441 – Ernest Wettyn, książę elektor Saksonii, landgraf Turyngii (zm. 1486)
- 1490 – Giovanni Salviati, włoski kardynał (zm. 1553)
- 1494 – Georgius Agricola, niemiecki humanista, lekarz, górnik, metalurg, mineralog (zm. 1555)
- 1565 – Eilhardus Lubinus, niemiecki teolog protestancki, matematyk, filozof, kartograf, filolog klasyczny, poeta (zm. 1621)
- 1579 – Tirso de Molina, hiszpański dramaturg, poeta (zm. 1648)
- 1581 – Tomé de Faría, portugalski duchowny katolicki, biskup pomocniczy lizboński (zm. 1628)
- 1603 – Johann Conrad Dannhauer, niemiecki teolog luterański, profesor retoryki, hermeneutyk, poeta (zm. 1666)
- 1607 – Michiel de Ruyter, holenderski admirał (zm. 1676)
- 1613 – Antonina, księżniczka wirtemberska, pisarka (zm. 1679)
- 1628 – Zofia Amelia, księżniczka brunszwicka, królowa Danii i Norwegii (zm. 1685)
- 1629 – Hans Bastian von Zehmen, królewsko-polski i elektorsko-saski tajny radca, prawnik (zm. 1702)
- 1630 – José Sáenz de Aguirre, hiszpański benedyktyn, teolog, kardynał (zm. 1699)
- 1653 – Joseph Sauveur, francuski matematyk fizyk, wykładowca akademicki (zm. 1716)
- 1681 – Georg Philipp Telemann, niemiecki kompozytor (zm. 1767)
- 1682 – (lub 1683) Mark Catesby, brytyjski przyrodnik (zm. 1749)
- 1693 – John Harrison, brytyjski cieśla, zegarmistrz-samouk (zm. 1776)
- 1697 – Louis-César-Constantin de Rohan-Guéménée-Montbazon, francuski duchowny katolicki, biskup Strasburga, kardynał (zm. 1779)
- 1714 – Carlo Giovanni Testori, włoski kompozytor (zm. 1782)
- 1718 – Leopold August Abel, niemiecki kompozytor, skrzypek, dyrygent (zm. 1794)
- 1732 – Gian Francesco de Majo, włoski kompozytor (zm. 1770)
- 1739 – Christian Friedrich Daniel Schubart, niemiecki prozaik, poeta, kompozytor (zm. 1791)
- 1740 – John Antes, amerykański kompozytor (zm. 1811)
- 1745 – John Frederick Sackville, brytyjski arystokrata, dyplomata, krykiecista (zm. 1799)
- 1753 – Maria Franciszka Lacroix, francuska brygidka, męczennica, błogosławiona (zm. 1794)
- 1754 – Joel Barlow, amerykański dyplomata, poeta, filozof (zm. 1812)
- 1755 – Rufus King, amerykański prawnik, polityk, senator (zm. 1827)
- 1760 – Jesse Franklin, amerykański major, polityk, senator (zm. 1823)
- 1762 – Marcos Portugal, portugalski kompozytor, dyrygent (zm. 1830)
- 1768 – Zozym (Wierchowski), rosyjski święty mnich prawosławny (zm. 1833)
- 1782 – Oriest Kiprienski, rosyjski malarz, grafik, rysownik (zm. 1836)
- 1785:
  - Ján Hollý, słowacki duchowny katolicki, poeta, tłumacz (zm. 1849)
  - Józef Koriot, polski i rosyjski dowódca wojskowy, kartograf, topograf pochodzenia niemieckiego (zm. 1855)
- 1791 – Charles Gabriel Pravaz, francuski lekarz ortopeda, wynalazca  (zm. 1853)
- 1795 – Cwi Hirsz Kaliszer, niemiecki rabin, jeden z pionierów syjonizmu (zm. 1874)
- 1797 – Antonio Rosmini-Serbati, włoski duchowny katolicki, filozof, błogosławiony (zm. 1855)
- 1800 – Bonifacy Witkowski, polski architekt (zm. 1840)
- 1801 – William Beauclerk, brytyjski arystokrata, polityk (zm. 1849)
- 1808 – Maria Malibran, francuska śpiewaczka operowa (mezzosopran) (zm. 1836)
- 1809:
  - Mariano José de Larra, hiszpański pisarz, dziennikarz (zm. 1837)
  - Joseph Liouville, francuski matematyk, wykładowca akademicki (zm. 1882)
- 1812:
  - Leopold Stanisław Kronenberg, polski działacz gospodarczy, polityk, mecenas kultury (zm. 1878)
  - Wojciech Kułach, polski rzeźbiarz ludowy (zm. 1897)
- 1815 – Maria Róża Molas, hiszpańska zakonnica, święta (zm. 1876)
- 1820:
  - Alexandre Edmond Becquerel, francuski fizyk, fizykochemik, wykładowca akademicki (zm. 1891)
  - Fanny Crosby, amerykańska poetka (zm. 1915)
- 1826 – Matilda Joslyn Gage, amerykańska abolicjonistka, feministka,  publicystka (zm. 1898)
- 1829 – Ignacio Zaragoza, meksykański generał (zm. 1862)
- 1830 – Robert Hamerling, austriacki poeta, dramatopisarz (zm. 1889)
- 1831 – Faustyn Míguez, hiszpański pijar, święty (zm. 1925)
- 1834 – William Morris, brytyjski poeta, prozaik, architekt, malarz (zm. 1896)
- 1836 – Herman Strecker, amerykański entomolog, kolekcjoner motyli i ciem, rzeźbiarz pochodzenia niemieckiego (zm. 1901)
- 1837:
  - Filip Koburg, książę belgijski, hrabia Flandrii (zm. 1905)
  - George Mackenzie, amerykańsko-szkocki szachista (zm. 1891)
- 1839 – Horace Parnell Tuttle, amerykański astronom (zm. 1923)
- 1843 – Maria Annunziata Burbon-Sycylijska, księżniczka neapolska i sycylijska, arcyksiężna austriacka (zm. 1871)
- 1847 – Wincencja Maria López Vicuña, hiszpańska zakonnica, święta (zm. 1896)
- 1848 – Jules Tannery, francuski matematyk, wykładowca akademicki (zm. 1910)
- 1849 – Tadeusz Barącz, polski rzeźbiarz, medalier (zm. 1905)
- 1851:
  - Karol Hetper, polski leśnik, pedagog (zm. 1909)
  - Friedrich von Scholtz, niemiecki generał (zm. 1927)
- 1853 – Seweryn Kniaziołucki, polski prawnik, urzędnik i polityk austro-węgierski (zm. 1913)
- 1857 – Josef Schalk, austriacki pianista, dyrygent, pedagog (zm. 1900)
- 1859 – Apolinary Kotowicz, polski malarz pejzażysta (zm. 1917)
- 1862 – Frank Weston Benson, amerykański malarz (zm. 1951)
- 1863 – Bohuslav Križka, słowacki inżynier górniczy, wynalazca (zm. 1938)
- 1864 – Karel Frederik Wenckebach, holenderski lekarz, anatom (zm. 1940)
- 1866:
  - Georges de la Falaise, francuski szablista, szpadzista (zm. 1910)
  - Jack McAuliffe, irlandzki bokser (zm. 1937)
- 1868 – Friedrich Wilhelm Kopsch, niemiecki anatom (zm. 1955)
- 1871:
  - Karol Łowiński, polski inżynier mechanik, wykładowca akademicki (zm. 1936)
  - Roger Sławski, polski architekt (zm. 1963)
- 1872:
  - Kazimierz Brzozowski, polski lekarz, drukarz, wydawca (zm. 1952)
  - Emilio Veratti, włoski histopatolog (zm. 1967)
- 1873 – Édouard Claparède, szwajcarski psycholog (zm. 1940)
- 1874:
  - Luigi Einaudi, włoski ekonomista, polityk (zm. 1961)
  - Harry Houdini, amerykański iluzjonista (zm. 1926)
  - Sidney Reilly, brytyjski funkcjonariusz Scotland Yardu i SIS pochodzenia żydowskiego (zm. 1925)
- 1875 – William Burns, kanadyjski zawodnik lacrosse (zm. 1953)
- 1877 – Aleksiej Nowikow-Priboj, rosyjski marynarz, pisarz marynista (zm. 1944)
- 1879 – Frank Schreiner, amerykański piłkarz wodny (zm. 1937)
- 1880 – Gabriel Dubiel polski pedagog, publicysta, działacz ruchu ludowego, polityk (zm. 1943)
- 1884 – Peter Debye, holendersko-amerykański chemik, wykładowca akademicki, laureat Nagrody Nobla (zm. 1966)
- 1887:
  - Roscoe Arbuckle, amerykański aktor (zm. 1933)
  - Erik Waller, szwedzki żeglarz sportowy (zm. 1958)
- 1889 – Alexia Bryn, norweska łyżwiarka figurowa (zm. 1983)
- 1890:
  - John Northcott, australijski generał, urzędnik państwowy (zm. 1966)
  - Robert Schurrer, francuski lekkoatleta, sprinter (zm. 1972)
- 1891:
  - Rudolph Berthold, niemiecki pilot wojskowy, as myśliwski (zm. 1920)
  - Charley Toorop, holenderska malarka, litografka (zm. 1955)
- 1892 – Kōsō Abe, japoński wiceadmirał, zbrodniarz wojenny (zm. 1947)
- 1893:
  - Walter Baade, amerykański astrofizyk pochodzenia niemieckiego (zm. 1960)
  - Gastone Brilli-Peri, włoski kierowca wyścigowy (zm. 1930)
  - Emmy Göring, niemiecka aktorka (zm. 1973)
  - Orlando Piani, włoski kolarz torowy (zm. 1975)
  - George Sisler, amerykański baseballista (zm. 1973)
- 1895:
  - Bohuslav Fuchs, czeski architekt (zm. 1972)
  - Marian Godlewski, polski aktor, reżyser teatralny, pedagog (zm. 1982)
- 1897:
  - Ján Imro, słowacki generał, pamiętnikarz (zm. 1990)
  - Theodora Kroeber, amerykańska pisarka, antropolog (zm. 1979)
  - Wilhelm Reich, austriacki psychiatra, psychoanalityk, seksuolog pochodzenia żydowskiego (zm. 1957)
  - Teodor Sztekker, polski zapaśnik (zm. 1934)
- 1898 – Wincenty Grętkiewicz, polski samorządowiec, polityk, burmistrz Konina, poseł na Sejm RP (zm. 1984)
- 1899:
  - Dorothy Stratton, amerykańska komandor, psycholog (zm. 2006)
  - Gawriił Żukow, radziecki admirał (zm. 1957)
- 1900:
  - Jakow Broud, radziecki generał major artylerii pochodzenia żydowskiego (zm. 1942)
  - Maria Dłuska, polska polonistka, językoznawczyni,  teoretyk literatury, wykładowczyni akademicka (zm. 1992)
  - Iwan Kozłowski, ukraiński śpiewak operowy (tenor liryczny) (zm. 1993)
- 1901:
  - Ub Iwerks, amerykański animator, technik efektów specjalnych (zm. 1971)
  - Franciszek Pauliński, polski duchowny katolicki, pallotyn (zm. 1943)
- 1902 – Thomas Dewey, amerykański polityk (zm. 1971)
- 1903:
  - Adolf Butenandt, niemiecki biochemik, wykładowca akademicki, laureat Nagrody Nobla (zm. 1995)
  - Malcolm Muggeridge, angielski dziennikarz, pisarz, naukowiec (zm. 1990)
  - Igor Newerly, polski pisarz, pedagog (zm. 1987)
- 1904 – Estanislau de Figueiredo Pamplona, brazylijski piłkarz (zm. 1973)
- 1906:
  - Dwight Macdonald, amerykański pisarz, dziennikarz, krytyk literacki (zm. 1982)
  - Wiaczesław Sporow, radziecki polityk (zm. 1974)
- 1907:
  - Lidia Czukowska, rosyjska pisarka, krytyk literacki (zm. 1996)
  - Paul Sauvé, kanadyjski polityk, premier Quebecu (zm. 1960)
  - Mieczysław Szumiec, polski piłkarz, bramkarz (zm. 1993)
- 1908:
  - Jerzy Krzeczunowicz, polski porucznik, prawnik, politolog, wykładowca akademicki (zm. 1992)
  - Jozef Štolc, słowacki językoznawca, wykładowca akademicki (zm. 1981)
- 1909:
  - Clyde Barrow, amerykański przestępca (zm. 1934)
  - Adalbert Deșu, rumuński piłkarz pochodzenia węgierskiego (zm. 1937)
- 1910:
  - Richard Best, amerykański komandor podporucznik (zm. 2001)
  - Zdzisław Lubelski, polski aktor (zm. 1965)
- 1911 – Joseph Barbera, amerykański rysownik, twórca filmów animowanych (zm. 2006)
- 1912 – Kazimierz Jurkiewicz, polski kapitan żeglugi wielkiej, pedagog (zm. 1985)
- 1913:
  - Roman Nitecki, polski podporucznik kawalerii (zm. 1939)
  - Stanisław Tkaczow, polski polityk, minister lasów (zm. 1969)
- 1914 – Krystyna Krahelska, polska etnografka, poetka, żołnierz AK, sanitariuszka, uczestniczka powstania warszawskiego (zm. 1944)
- 1916 – Harry Blackmore Whittington, brytyjski paleontolog, geolog, wykładowca akademicki (zm. 2010)
- 1917:
  - Metchie Budka, amerykański historyk pochodzenia polskiego (zm. 1995)
  - John Kendrew, brytyjski biochemik, wykładowca akademicki, laureat Nagrody Nobla (zm. 1997)
- 1918:
  - Eero Kolehmainen, fiński biegacz narciarski (zm. 2013)
  - Jacek Stwora, polski pisarz, dziennikarz radiowy (zm. 1994)
- 1919:
  - Lawrence Ferlinghetti, amerykański poeta, malarz, wydawca pochodzenia włosko-żydowskiego (zm. 2021)
  - Hanna Szumańska, polska tłumaczka literatury francuskiej (zm. 1973)
- 1920:
  - René Acht, szwajcarski malarz, grafik, rzeźbiarz (zm. 1998)
  - Walentina Fokina, rosyjska lekkoatletka, płotkarka (zm. 1977)
  - Jan Gurda, polski duchowny katolicki, biskup pomocniczy kielecki (zm. 1993)
  - Zofia Lewenstam, polska lekarka internistka, uczestniczka powstania warszawskiego (zm. 2013)
  - Carlo Monti, włoski lekkoatleta, sprinter (zm. 2016)
  - Gene Nelson, amerykański aktor, reżyser i scenarzysta filmowy (zm. 1996)
  - Mieczysław Pemper, polski działacz społeczny (zm. 2011)
  - Viljo Vellonen, fiński biegacz narciarski (zm. 1995)
- 1921:
  - Franciszek Blachnicki, polski duchowny katolicki, Sługa Boży (zm. 1987)
  - Wilson Harris, gujański poeta, prozaik, eseista (zm. 2018)
  - Mieczysław Hebda, polski polityk, poseł na Sejm PRL (zm. 2005)
  - Jerzy Olszewski, polski chemik, polityk, poseł na Sejm PRL, minister przemysłu chemicznego oraz handlu zagranicznego i gospodarki morskiej (zm. 1981)
  - Wasilij Smysłow, rosyjski szachista (zm. 2010)
- 1922:
  - José Cabanis, francuski prawnik, historyk, pisarz (zm. 2000)
  - Józef Milik, polski duchowny katolicki, biblista, qumranista, poliglota (zm. 2006)
  - T.M. Soundararajan, indyjski aktor, piosenkarz (zm. 2013)
- 1923:
  - Murray Hamilton, amerykański aktor (zm. 1986)
  - Wim van der Voort, holenderski łyżwiarz szybki (zm. 2016)
- 1924:
  - Lajos Czinege, węgierski generał, polityk komunistyczny, minister obrony, wicepremier (zm. 1998)
  - Maria Haase, polska działaczka społeczna, propagatorka kultury i języka kaszubskiego, polityk, poseł na Sejm PRL (zm. 1999)
  - Zbigniew Roman Kawecki, polski artysta plastyk, wykładowca akademicki (zm. 2000)
  - Jerzy Kobza-Orłowski, polski śpiewak operowy (tenor), żołnierz AK, uczestnik powstania warszawskiego (zm. 1974)
  - Marian Kornecki, polski historyk sztuki, konserwator zabytków, wykładowca akademicki (zm. 2001)
  - Zbigniew Kurzawa, polski chemik, wykładowca akademicki (zm. 2003)
  - Conrad Primmer, australijski rugbysta, działacz sportowy, lekarz (zm. 2014)
  - Franciszek Rusek, polski prawnik, sędzia, prokurator generalny (zm. 2020)
  - Marian Starczewski, polski chemik, wykładowca akademicki (zm. 1988)
- 1925:
  - Bill Nankeville, brytyjski lekkoatleta, średniodystansowiec (zm. 2021)
  - Bronisław Więcek, polski leśniczy, polityk, poseł na Sejm PRL (zm. 2011)
- 1926:
  - Desmond Connell, irlandzki duchowny katolicki, arcybiskup Dublina, kardynał (zm. 2017)
  - Dario Fo, włoski pisarz, satyryk, reżyser teatralny, kompozytor, laureat Nagrody Nobla (zm. 2016)
  - William Porter, amerykański lekkoatleta, płotkarz (zm. 2000)
  - Guillermo Timoner, hiszpański kolarz torowy i szosowy (zm. 2023)
- 1927:
  - Gabriela Obremba, polska malarka, śpiewaczka operowa (sopran) (zm. 1997)
  - Janusz Przewłocki, polski inżynier, kolekcjoner, bibliofil, działacz opozycji antykomunistycznej (zm. 2007)
  - Martin Walser, niemiecki pisarz (zm. 2023)
- 1928:
  - Byron Janis, amerykański pianista (zm. 2024)
  - Czesław Nowicki, polski dziennikarz, prezenter pogody (zm. 1992)
  - Christian Poncelet, francuski polityk, przewodniczący Senatu, eurodeputowany (zm. 2020)
- 1930:
  - David Dacko, środkowoafrykański polityk, prezydent Republiki Środkowoafrykańskiej (zm. 2003)
  - Owen Gingerich, amerykański astronom, historyk nauki (zm. 2023)
  - Cristóbal Halffter, hiszpański kompozytor (zm. 2021)
  - Steve McQueen, amerykański aktor (zm. 1980)
  - Olgierd Nowosielski, polski specjalista w zakresie nawożenia roślin warzywnych, wykładowca akademicki (zm. 2013)
  - Edward Surdyka, polski trener piłki ręcznej (zm. 2018)
- 1931:
  - Janusz Komender, polski transplantolog, polityk, minister zdrowia i opieki społecznej (zm. 2024)
  - Jerzy Bogdan Kos, polski lekarz, poeta, działacz społeczny (zm. 2018)
  - Maria Owczarczyk, polska rzeźbiarka
- 1932:
  - Lodewijk van den Berg, holenderski fizyk, astronauta (zm. 2022)
  - Janusz Grzegorzak, polski architekt (zm. 2021)
  - Jurij Ponomariow, rosyjski inżynier, kosmonauta (zm. 2005)
  - Jędrzej Tucholski, polski historyk wojskowości, pisarz (zm. 2012)
- 1933:
  - William Smith, amerykański aktor, producent i scenarzysta filmowy (zm. 2021)
  - Shigeo Yaegashi, japoński piłkarz (zm. 2011)
- 1934:
  - Luiz Vicente Bernetti, włoski duchowny katolicki, biskup Apucarany w Brazylii (zm. 2017)
  - Zbigniew Bruna, polski dyrygent, pedagog
  - Arnór Hannibalsson, islandzki filozof, historyk, tłumacz, wykładowca akademicki (zm. 2012)
  - Eberhard Siewert, wschodnioniemiecki generał
  - Janusz Świtkowski, polski dyplomata (zm. 2022)
  - Ryszard Zub, polski szablista (zm. 2015)
- 1935:
  - Mary Berry, brytyjska autorka książek i telewizyjnych programów kulinarnych
  - Peter Bichsel, szwajcarski pisarz (zm. 2025)
  - Leonid Szebarszyn, rosyjski funkcjonariusz KGB, polityk (zm. 2012)
  - Angela Zilia, grecka aktorka (zm. 2023)
- 1936:
  - Władysław Baka, polski ekonomista, polityk, prezes NBP (zm. 2021)
  - Maciej Giertych, polski dendrolog, polityk, poseł na Sejm RP, eurodeputowany
  - Alex Olmedo, peruwiański tenisista (zm. 2020)
  - David Suzuki, kanadyjski biolog, dziennikarz naukowy pochodzenia japońskiego
  - Zbigniew Syka, polski lekkoatleta, sprinter (zm. 1996)
- 1937:
  - Merkur Bozgo, albański aktor (zm. 2017)
  - Charles Cadogan, brytyjski arystokrata, przedsiębiorca, polityk, działacz sportowy (zm. 2023)
  - Antonio Franco, włoski duchowny katolicki, arcybiskup, nuncjusz apostolski
  - Benjamin Luxon, brytyjski śpiewak operowy (baryton) (zm. 2024)
- 1938:
  - Holger Czukay, niemiecki kompozytor, gitarzysta basowy, członek i współzałożyciel zespołu Can (zm. 2017)
  - David Irving, brytyjski pisarz
  - Helena Kallianiotes, amerykańska aktorka
  - Valentino Zeichen, włoski poeta (zm. 2016)
- 1939 – Wiktor Wysoczański, polski duchowny polskokatolicki, biskup diecezji warszawskiej, zwierzchnik Kościoła Polskokatolickiego w RP (zm. 2023)
- 1940:
  - François Blondel, francuski duchowny katolicki, biskup Viviers
  - Giovanni De Vivo, włoski duchowny katolicki, biskup Pescii (zm. 2015)
  - Luis María Echeberría, hiszpański piłkarz (zm. 2016)
  - Rudi Pawelka, niemiecki polityk, przewodniczący Ziomkostwa Śląskiego
- 1941:
  - Mirosław Araszewski, polski operator filmowy, fotograf
  - Jerzy Karol Jełowicki, belgijski finansista pochodzenia polskiego (zm. 2006)
  - Józef Kowalski, polski górnik, polityk, poseł na Sejm PRL
  - Ulrich Parzany, niemiecki duchowny luterański, działacz ewangelikalny, ewangelista
- 1942:
  - Wojciech Szczęsny Kaczmarek, polski fizyk, samorządowiec, prezydent Poznania (zm. 2009)
  - Roberto Lavagna, argentyński ekonomista, polityk
  - Ján Zlocha, słowacki piłkarz (zm. 2013)
- 1943:
  - Nicola D’Onofrio, włoski zakonnik, czcigodny Sługa Boży (zm. 1964)
  - Vangjush Furxhi, albański aktor (zm. 2001)
  - Marcin Kula, polski historyk
  - Jiří Kynos, czeski lekkoatleta, sprinter
- 1944:
  - Agim Çavdarbasha, albański rzeźbiarz (zm. 1999)
  - R. Lee Ermey, amerykański aktor (zm. 2018)
  - Han Myung-sook, południowokoreańska polityk, premier Korei Południowej
  - Vojislav Koštunica, serbski prawnik, polityk, prezydent Jugosławii i premier Serbii
- 1945:
  - Robert Bakker, amerykański paleontolog, wykładowca akademicki
  - Jacky Chazalon, francuska koszykarka
  - Ola Håkansson, szwedzki wokalista, kompozytor, producent muzyczny
  - Curtis Hanson, amerykański reżyser, scenarzysta i producent filmowy (zm. 2016)
  - Luigi Marrucci, włoski duchowny katolicki, biskup Civitavecchia-Tarquinia (zm. 2023)
  - Jerzy Noszczak, polski trener piłki ręcznej (zm. 2024)
  - Zygmunt Sierakowski, polski aktor (zm. 2014)
- 1946:
  - Klaus Dinger, niemiecki perkusista, członek zespołów: Neu! i Kraftwerk (zm. 2008)
  - Andrzej Titkow, polski scenarzysta, reżyser, producent filmów dokumentalnych i fabularnych
- 1947:
  - Marin Barišić, chorwacki duchowny katolicki, arcybiskup splicko-makarski
  - Jiří Bartoška, czeski aktor
  - Horst Bertl, niemiecki piłkarz, trener (zm. 2022)
  - Jean-Christophe Bouvet, francuski aktor, reżyser i scenarzysta filmowy
  - Archie Gemmill, szkocki piłkarz
  - Robert Hartoch, holenderski szachista (zm. 2009)
  - Jorge Martínez, argentyński aktor
  - Stefan Reszko, ukraiński piłkarz
  - Chris Timms, nowozelandzki żeglarz sportowy (zm. 2004)
  - Simon-Victor Tonyé Bakot, kameruński duchowny katolicki, arcybiskup Jaunde
- 1948:
  - Ferenc Debreczeni, węgierski perkusista, członek zespołu Omega
  - Jerzy Kukuczka, polski himalaista (zm. 1989)
- 1949:
  - Jean Itadi, kongijski polityk
  - Tabitha King, amerykańska pisarka
  - Sheme Kosova, albański generał
  - Erwin Kremers, niemiecki piłkarz
  - Helmut Kremers, niemiecki piłkarz
  - Ruud Krol, holenderski piłkarz, trener pochodzenia polskiego
  - Ranil Wickremesinghe, lankijski polityk, premier i prezydent Sri Lanki
  - Urszula Żegleń, polska filozof, wykładowczyni akademicka
- 1950:
  - Rafael Cañizares, kubański koszykarz
  - Guglielmo Epifani, włoski związkowiec, polityk (zm. 2021)
  - Hans-Werner Gessmann, niemiecki psycholog, wykładowca akademicki
  - Władimir Krikunow, rosyjski hokeista, trener
  - Angelo Vincenzo Zani, włoski duchowny katolicki, arcybiskup
- 1951:
  - Tommy Hilfiger, amerykański projektant mody
  - Dušan Kéketi, słowacki piłkarz, bramkarz
  - Anna Włodarczyk, polska lekkoatletka, skoczkini w dal
- 1952:
  - Jerzy Salwin, polski siatkarz, trener (zm. 2009)
  - Dolora Zajick, amerykańska śpiewaczka operowa (mezzosopran dramatyczny)
- 1953:
  - Louie Anderson, amerykański komik (zm. 2022)
  - Kazimiera Chlebowska, polska lekkoatletka, płotkarka
  - Otar Gabelia, gruziński piłkarz, bramkarz, trener
  - Siergiej Starostin, rosyjski lingwista historyczny, wykładowca akademicki (zm. 2005)
- 1954:
  - Mike Braun, amerykański polityk, senator
  - Robert Carradine, amerykański aktor, producent filmowy
  - Peter Collins, brytyjski żużlowiec
  - Andrzej Fedorowicz, polski działacz opozycji antykomunistycznej (zm. 2008)
  - Józef Michalik, polski polityk, samorządowiec, poseł na Sejm RP, starosta lubaczowski
  - Marek Niedźwiecki, polski dziennikarz muzyczny, prezenter radiowy i telewizyjny
  - Franz Oberacher, austriacki piłkarz
  - Rafael Orozco Maestre, kolumbijski piosenkarz, kompozytor (zm. 1992)
  - Marek Rudziński, polski koszykarz, dziennikarz i komentator sportowy
  - Marek Rutkowski, polski socjolog, polityk, poseł na Sejm kontraktowy
  - Aleksandr Sierow, rosyjski piosenkarz, kompozytor, producent muzyczny
  - Bogdan Skwarzec, polski chemik, wykładowca akademicki
  - Ryszard Szczechowiak, polski trener koszykówki
- 1955:
  - Marek Kopel, polski samorządowiec, prezydent Chorzowa
  - Rick Mitchell, australijski lekkoatleta, sprinter (zm. 2021)
  - Candy Reynolds, amerykańska tenisistka
  - Ismoil Talbakow, tadżycki polityk (zm. 2016)
- 1956:
  - Steve Ballmer, amerykański informatyk, przedsiębiorca
  - Włodzimierz Ciołek, polski piłkarz
  - Sonia Lannaman, brytyjska lekkoatletka, sprinterka
  - Peter Shumlin, amerykański polityk
  - Tamás Sulyok, węgierski prawnik, polityk, prezydent Węgier
  - Barbara Tuge-Erecińska, polska urzędniczka państwowa, dyplomatka
  - Wiesław Weiss, polski dziennikarz muzyczny
- 1957:
  - Sophie Barjac, belgijska aktorka
  - Krzysztof Koziorowicz, polski trener koszykówki
- 1958:
  - Justin Arop, ugandyjski lekkoatleta, oszczepnik
  - Marian Molenda, polski rzeźbiarz, pedagog
- 1959:
  - Sebuh Czuldżjan, ormiański duchowny Apostolskiego Kościoła Ormiańskiego, arcybskup Gugark (zm. 2020)
  - Emmit King, amerykański lekkoatleta, sprinter
  - Filip Łobodziński, polski aktor, dziennikarz, tłumacz, muzyk
  - Marek Probosz, polski aktor, reżyser, scenarzysta i producent filmowy, pisarz, pedagog
  - Elżbieta Woźniak, polska lekkoatletka, sprinterka
- 1960:
  - Yves-Marie Adeline, francuski filozof, polityk, poeta, publicysta, muzykolog
  - Erita Filipek, polska okulistka (zm. 2025)
  - Kelly LeBrock, amerykańska aktorka, modelka
  - Nena, niemiecka piosenkarka
  - Lucjan Pietrzczyk, polski nauczyciel, samorządowiec, polityk, poseł na Sejm RP
- 1961:
  - Alex Azzopardi, maltański piłkarz
  - Józef Korpak, polski polityk, poseł na Sejm RP
  - Jerzy Ostrouch, polski polityk, wojewoda lubuski
  - Rostislav Vondruška, czeski menedżer, samorządowiec, polityk, minister rozwoju regionalnego (zm. 2024)
- 1962:
  - Carmelo Cuttitta, włoski duchowny katolicki, biskup Ragusy
  - Cezary Dubiel, polski artysta fotograf
  - Danuta Pawlikowska, polska polityk, poseł na Sejm PRL
  - Atenagoras (Peckstadt), belgijski biskup prawosławny
- 1963:
  - Dave Douglas, amerykański kompozytor i trębacz jazzowy
  - Bogusław Szpytma, polski filolog, samorządowiec, burmistrz Kłodzka, wicewojewoda dolnośląski
  - Wadym Tyszczenko, ukraiński piłkarz, trener (zm. 2015)
- 1964:
  - Paulinho Carioca, brazylijski piłkarz
  - Évelyne Élien, francuska lekkoatletka, sprinterka
  - Jacek Guzy, polski nauczyciel, samorządowiec, prezydent Siemianowic Śląskich
  - Tatsuyoshi Ishihara, japoński łyżwiarz szybki, specjalista short tracku
  - Marek Kamiński, polski przedsiębiorca, podróżnik, polarnik
  - Paweł Kocięba-Żabski, polski dziennikarz, wydawca, działacz opozycji antykomunistycznej
  - Janusz Łukasik, polski żużlowiec
  - Chantal Mauduit, francuska wspinaczka (zm. 1998)
  - Katarzyna Michalewska, polska psycholog, poetka, tłumaczka
  - Beata Ociepka, polska politolog, wykładowczyni akademicka
  - Oreste Rossi, włoski dziennikarz, polityk, eurodeputowany
  - Steve Souza, amerykański wokalista, autor tekstów, członek zespołów: Dublin Death Patrol, Testament, Exodus, Tenet i Hatriot
  - Neri José Tondello, brazylijski duchowny katolicki, biskup Juíny
- 1965:
  - Patricia Bevilacqua, brazylijska judoczka
  - Stanisław Gulak, polski duchowny katolicki, kapelan wojskowy, teolog, etyk, wykładowca akademicki
  - Peter Jacobson, amerykański aktor
  - Artur Reinhart, polski montażysta i operator filmowy
  - The Undertaker, amerykański wrestler
  - Marián Vajda, słowacki tenisista, trener
- 1966:
  - René Breitbarth, niemiecki bokser
  - Wojciech Drabowicz, polski śpiewak operowy (baryton) (zm. 2007)
  - Erling Jevne, norweski biegacz narciarski
  - Penny Toler, amerykańska koszykarka, trenerka
- 1967:
  - Franck Badiou, francuski strzelec sportowy
  - Diann Roffe-Steinrotter, amerykańska narciarka alpejska
- 1968:
  - Megan Delehanty, kanadyjska wioślarka
  - Paweł Mazur, polski malarz, rysownik, poeta, prozaik
  - Gyöngyi Szalay-Horváth, węgierska szpadzistka (zm. 2017)
  - Verónica Vieyra, argentyńska aktorka
- 1969:
  - Stephan Eberharter, austriacki narciarz alpejski
  - Robert Gucwa, polski misjonarz katolicki (zm. 1994)
  - Ilir Meta, albański polityk, premier Albanii
  - Luis Oliveira, belgijski piłkarz pochodzenia brazylijskiego
  - Ryszard Wolny, polski zapaśnik, trener, samorządowiec
- 1970:
  - Lara Flynn Boyle, amerykańska aktorka
  - Sharon Corr, irlandzka skrzypaczka
  - Lukáš Pollert, czeski kajakarz górski, lekarz
  - Konstantin Uszakow, rosyjski siatkarz
- 1971:
  - Albrecht Behmel, niemiecki pisarz, historyk  
  - Igor Brejdygant, polski aktor, scenarzysta, reżyser, pisarz, fotograf
  - Patrik Ćavar, chorwacki piłkarz ręczny
  - Christopher Daniels, amerykański wrestler
  - Topi Lehtipuu, fiński śpiewak operowy (tenor)
  - Megyn Price, amerykańska aktorka
  - Sa’id at-Tanku, marokański zapaśnik
- 1972:
  - Christophe Dugarry, francuski piłkarz
  - Mick Gosling, brytyjski strongman
  - Algirdas Jurevičius, litewski duchowny katolicki, biskup pomocniczy kowieński
  - Gabriel Olds, amerykański aktor, reżyser, scenarzysta
  - Marko Perović, serbski piłkarz, trener
  - Ibrahim Tankary, nigerski piłkarz
  - Wiktorija Tołstoganowa, rosyjska aktorka
  - Marek Zuber, polski ekonomista
- 1973:
  - Jacek Bąk, polski piłkarz
  - Marcelo Delgado, argentyński piłkarz
  - Sylwia Wlaźlak, polska koszykarka
- 1974:
  - Alyson Hannigan, amerykańska aktorka
  - Magdalena Klimek-Ochab, polska biotechnolog, biochemik
  - Zbigniew Konwiński, polski polityk, poseł na Sejm RP
  - Jacob Lekgetho, południowoafrykański piłkarz (zm. 2008)
  - Izabella Wojczakowska, polska lekkoatletka, oszczepniczka
- 1975:
  - Thomas Allier, francuski kolarz BMX
  - Tamara Arciuch, polska aktorka
  - Frédérique Bel, francuska aktorka
  - Freeway, amerykański raper
  - Thomas Johansson, szwedzki tenisista
  - Jan Osiński, polski duchowny katolicki, kapłan Ordynariatu Polowego WP (zm. 2010)
  - Rafał Zając, polski samorządowiec, prezydent Stargardu
- 1976:
  - Serhij Arbuzow, ukraiński ekonomista, polityk
  - Aliou Cissé, senegalski piłkarz
  - Agnieszka Franków-Żelazny, polska chórmistrzyni, muzyk, profesor sztuk muzycznych
  - Peyton Manning, amerykański futbolista
  - Iwajło Petkow, bułgarski piłkarz
  - Dmitrij Riabykin, rosyjski hokeista
  - Yulissa Zamudio, peruwiańska siatkarka
- 1977:
  - Warwara Baryszewa, rosyjska łyżwiarka szybka
  - Ditmir Bushati, albański polityk
  - Jessica Chastain, amerykańska aktorka
  - Leiv Igor Devold, norweski reżyser filmowy
- 1978:
  - Amir Arison, amerykański aktor pochodzenia izraelskiego
  - Serge Dikilu Bageta, kongijski piłkarz
  - Chiara Cainero, włoska strzelczyni sportowa
  - Hugo Fidel Cázares, meksykański bokser
  - Bertrand Gille, francuski piłkarz ręczny
  - Monika Soćko, polska szachistka
  - Tomáš Ujfaluši, czeski piłkarz
- 1979:
  - Lake Bell, amerykańska aktorka, scenarzystka i reżyserka filmowa
  - Wolha Chilko, białoruska zapaśniczka
  - Anna Gawrońska, polska piłkarka
  - Emraan Hashmi, indyjski aktor
  - Jostein Hasselgård, norweski piosenkarz
  - Periklis Jakowakis, grecki lekkoatleta, płotkarz
  - Modest Ruciński, polski aktor
  - Bibiana Steinhaus, niemiecka sędzina piłkarska
  - Paweł Storożyński, polsko-francuski koszykarz, muzyk
- 1980:
  - Raszid ad-Dausari, bahrajński piłkarz
  - Andrew Hutchinson, amerykański hokeista
  - Serghei Lașcencov, mołdawski piłkarz
  - Marek Wójcik, polski polityk, poseł na Sejm RP
- 1981:
  - Jewhenij Chawiłow, ukraiński zapaśnik
  - Ron Hainsey, amerykański hokeista
  - Patrick Kisnorbo, australijski piłkarz
  - Pawieł Łyżyn, białoruski lekkoatleta, kulomiot
  - Gary Paffett, brytyjski kierowca wyścigowy
  - Adam Wheeler, amerykański zapaśnik
  - Philip Winchester, amerykański aktor
- 1982:
  - Corey Hart, amerykańska baseballista
  - Sonny Boy Jaro, filipiński bokser
  - David Mulligan, nowozelandzki piłkarz
  - Monika Myszk, polska wioślarka
  - Ai Ōtomo, japońska siatkarka
  - Nate Roberts, amerykański narciarz dowolny
- 1983:
  - Alexei Eremenko Jr., fiński piłkarz pochodzenia rosyjskiego
  - T.J. Ford, amerykański koszykarz
  - Krzysztof Komorski, polski samorządowiec, polityk, wojewoda lubelski
  - Igor Sałow, rosyjski wioślarz
  - Paweł Strąk, polski piłkarz
- 1984:
  - Benoît Assou-Ekotto, kameruński piłkarz
  - Chris Bosh, amerykański koszykarz
  - Lauren Ervin, amerykańska koszykarka
  - Philipp Petzschner, niemiecki tenisista
  - Alberto Rafael da Silva, brazylijski piłkarz, bramkarz
  - Davis Tarwater, amerykański pływak
- 1985:
  - Gabriel Achilier, ekwadorski piłkarz
  - Małgorzata Gromadzka, polska polityk, posłanka na Sejm RP
  - Sayaka Hirano, japońska tenisistka stołowa
  - Paulina Krawczak, polska piłkarka
  - Jakub Przygoński, polski motocyklista rajdowy
  - Jane Wairimu, kenijska siatkarka
- 1986:
  - Nathalia Dill, brazylijska aktorka
  - Pan Pierre Koulibaly, burkiński piłkarz
  - Paul Koulibaly, burkiński piłkarz
  - Jake Varner, amerykański zapaśnik
- 1987:
  - Michał Błoński, polski siatkarz
  - Juan Diego Covarrubias, meksykański aktor
  - Guy Dupuy, francuski koszykarz
  - Hao Junmin, chiński piłkarz
  - Franziska Hildebrand, niemiecka biathlonistka
  - Stefanie Hildebrand, niemiecka biathlonistka
  - Ramires, brazylijski piłkarz
  - María Valverde, hiszpańska aktorka
  - Ryszard Wilk, polski przedsiębiorca, polityk, poseł na Sejm RP
- 1988:
  - Jean-Guillaume Béatrix, francuski biathlonista
  - Piotr Chrapkowski, polski piłkarz ręczny
  - Aiga Grabuste, łotewska lekkoatletka, wieloboistka
  - Finn Jones, brytyjski aktor
  - Sharmin Ratna, banglijska strzelczyni sportowa
- 1989:
  - Natalia Bąk, polska tenisistka stołowa
  - Deborah van Daelen, holenderska siatkarka
  - Omer Damari, izraelski piłkarz
  - Kazuto Ioka, japoński bokser
  - Aleksandr Osipow, rosyjski hokeista
  - Ognjen Todorović, bośniacki piłkarz
- 1990:
  - Keisha Castle-Hughes, nowozelandzka aktorka
  - Starlin Castro, dominikański baseballista
  - Benedikt Doll, niemiecki biathlonista
  - Fathullo Fathullojew, tadżycki piłkarz
  - Lewan Mczedlidze, gruziński piłkarz
  - Andreea Ogrăzeanu, rumuńska lekkoatletka, sprinterka
  - Yūki Ōtsu, japoński piłkarz
  - Soroush Rafiei, irański piłkarz
- 1991:
  - Tarık Çamdal, turecki piłkarz
  - Dalila Jakupović, słoweńska tenisistka
  - Zuzanna Pawlikowska, polska judoczka
- 1992:
  - Peppe Femling, szwedzki biathlonista
  - Victoria Fernández, chilijska lekkoatletka, tyczkarka
  - Martin Frýdek, czeski piłkarz
  - Faye Gulini, amerykańska snowboardzistka
  - Vanessa Hinz, niemiecka biathlonistka
  - Marco Lodadio, włoski gimnastyk
  - Zaur Makijew, rosyjski zapaśnik pochodzenia osetyjskiego
  - Mohamed Traoré, malijski piłkarz
- 1993:
  - Zauri Macharadze, ukraiński piłkarz, bramkarz pochodzenia gruzińskiego
  - Diego Rolán, urugwajski piłkarz
  - Iva Todorić, chorwacka koszykarka
  - Guillermo Varela, urugwajski piłkarz
  - Łukasz Wiese, polski siatkarz
- 1994:
  - Imam Adżyjew, rosyjski zapaśnik
  - Saranon Anuin, tajski piłkarz, bramkarz
  - Emma Drobná, słowacka piosenkarka
  - Amy Fearnside, amerykańska zapaśniczka
  - Kristina Gunczewa, bułgarska siatkarka
  - Rami Hamadeh, palestyński piłkarz, bramkarz
  - Mohamed Khasib, omański piłkarz
  - Jekatierina Poleszczuk, rosyjska zapaśniczka
  - Basil Stillhart, szwajcarski piłkarz
- 1995:
  - Mykyta Burda, ukraiński piłkarz
  - Núrio Fortuna, angolski piłkarz
  - Alush Gavazaj, kosowski piłkarz
  - Luca Lezzerini, włoski piłkarz, bramkarz
  - Loungo Matlhaku, botswańska lekkoatletka, sprinterka
  - Michał Nalepa, polski piłkarz
  - Burak Özdemir, turecki szef kuchni, restaurator
  - Álex Remiro, hiszpański piłkarz, bramkarz
  - Enzo Zidane, francuski piłkarz
- 1996:
  - İslam Abbasov, azerski zapaśnik
  - Johan Höglund, szwedzki hokeista
  - Valentino Lazaro, austriacki piłkarz pochodzenia angolsko-greckiego
  - Oussama Oueslati,  tunezyjski taekwondzista
  - Orbelín Pineda, meksykański piłkarz
  - Bruno Duarte da Silva, brazylijski piłkarz
  - Myles Turner, amerykański koszykarz
- 1997:
  - Bruno Baptista, brazylijski kierowca wyścigowy
  - Lucilla Boari, włoska łuczniczka
  - Alexandru Novac, rumuński lekkoatleta, oszczepnik
  - Julián Quiñones, meksykański piłkarz pochodzenia kolumbijskiego
- 1998:
  - Kara Bajema, amerykańska siatkarka
  - Ethel Cain, amerykańska piosenkarka, autorka tekstów
  - Miro Muheim, szwajcarski piłkarz
  - Victor Santana, brazylijski piłkarz
- 1999:
  - Tomi Horvat, słoweński piłkarz
  - Jerónimo Rodríguez, meksykański piłkarz
  - Lejła Salamowa, rosyjska skoczkini do wody (zm. 2023)
  - Katie Swan, brytyjska tenisistka
- 2000:
  - Gastón Álvarez, urugwajski piłkarz
  - Mumin Ahmad Rabi Muhammad, egipski zapaśnik
  - Walter Wallberg, szwedzki narciarz dowolny
  - Duane Washington, amerykański koszykarz
- 2001:
  - Clara Burel, francuska tenisistka
  - Faustyna Kotłowska, polska niepełnosprawna lekkoatletka, miotaczka
  - Adrienn Nagy, węgierska tenisistka
  - William Saliba, francuski piłkarz pochodzenia kameruńskiego
- 2002 – Dalila Ippólito, argentyńska piłkarka
- 2003:
  - Dženifera Ģērmane, łotewska narciarka alpejska
  - Andriej Mozalow, rosyjski łyżwiarz figurowy
  - Georgiana Popa, rumuńska siatkarka
- 2004:
  - Denil Castillo, ekwadorski piłkarz
  - Dane Scarlett,  angielski piłkarz
- 2005:
  - Facinet Conté, gwinejski piłkarz
  - Anastasija Gurjewa, rosyjska tenisistka

## Zmarli
- 809 – Harun ar-Raszid, kalif z dynastii Abbasydów (ur. ok. 763)
- 832 – Wulfred, arcybiskup Canterbury (ur. ?)
- 1275 – Beatrycze Plantagenet, księżniczka angielska (ur. 1242)
- 1284 – Hugo III, król Cypru i Jerozolimy (ur. 1235)
- 1317 – Jan V, margrabia brandenburski na Salzwedel, hrabia Coburga (ur. 1302)
- 1336 – Pierre des Chappes, francuski duchowny katolicki, biskup Arras i Chartres, kardynał (ur. ?)
- 1381 – Katarzyna Szwedzka, zakonnica, święta (ur. ok. 1331)
- 1396 – Walter Hilton, angielski augustianin, mistyk, teolog (ur. ok. 1340)
- 1437 – Jean de la Rochetaillée, francuski kardynał (ur. ?)
- 1455 – Mikołaj V, papież (ur. 1397)
- 1463 – Prospero Collona, włoski kardynał (ur. ok. 1410)
- 1562 – Jan Lubodzieski, polski duchowny katolicki, biskup chełmiński, kanonik warmiński (ur. ?)
- 1575 – Józef Karo, hiszpański rabin, kabalista (ur. 1488)
- 1597 – Jan Bernard Bonifacio, włoski humanista, bibliofil, podróżnik (ur. 1517)
- 1603 – Elżbieta I Tudor, królowa Anglii (ur. 1533)
- 1635 – Jacques Callot, francuski grafik, rysownik (ur. 1592)
- 1644 – Cecylia Renata Habsburżanka, królowa Polski (ur. 1611)
- 1653 – Alphonse-Louis du Plessis de Richelieu, francuski kardynał (ur. 1582)
- 1654 – Samuel Scheidt, niemiecki kompozytor, organista (ur. 1587)
- 1676 – Paul Würtz, niemiecki marszałek polny w służbie szwedzkiej (ur. 1612)
- 1682 – Fryderyk II, książę Norymbergi-Neuenstadt (ur. 1615)
- 1689 – Michiel ten Hove, holenderski polityk (ur. 1640)
- 1713:
  - Kazimierz Ludwik Bieliński, polski szlachcic, polityk (ur. ?)
  - Toussaint de Forbin-Janson, francuski duchowny katolicki, biskup koadiutor Digne-les-Bains, biskup Marsylii i Beauvais, kardynał (ur. 1631)
- 1724 – Tichon (Woinow), rosyjski biskup prawosławny (ur. 1655)
- 1731 – Jacopo Boncompagni, włoski duchowny katolicki, arcybiskup Bolonii, kardynał (ur. 1652)
- 1734 – Bogusław Ernest Denhoff, podkomorzy wielki litewski, generał lejtnant wojsk koronnych, generał artylerii litewskiej (ur. ?)
- 1752 – Antoni Michał Puzyna, polski szlachcic, polityk (ur. ?)
- 1771 – William Shirley, brytyjski administrator kolonialny (ur. 1694)
- 1775 – Leon Wojciech Opaliński, polski szlachcic, polityk (ur. 1708)
- 1776 – John Harrison, brytyjski cieśla, zegarmistrz-samouk (ur. 1693)
- 1792 – Johan Frederik Classen, duński przedsiębiorca, przemysłowiec (ur. 1725)
- 1794:
  - Anacharsis Cloots, pruski rewolucjonista, antyklerykał (ur. 1755)
  - Jacques-René Hébert, francuski dziennikarz, rewolucjonista, polityk (ur. 1757)
  - Antoine-François Momoro, francuski dziennikarz, rewolucjonista, polityk (ur. 1756)
  - Charles-Philippe Ronsin, francuski generał, rewolucjonista (ur. 1751)
  - François-Nicolas Vincent, francuski rewolucjonista, polityk (ur. 1767)
- 1799 – César Henri, francuski hrabia, polityk (ur. 1737)
- 1801 – Dydak z Kadyksu, hiszpański kapucyn, błogosławiony (ur. 1743)
- 1805 – Alojzy I, książę Liechtensteinu (ur. 1759)
- 1812 – Johann Jakob Griesbach, niemiecki duchowny luterański, biblista (ur. 1745)
- 1820 – Jean Baptiste Robinet, francuski pisarz, przyrodnik, filozof, encyklopedysta, tłumacz (ur. 1735)
- 1835 – Aleksander Jermołow, rosyjski wojskowy, faworyt Katarzyny Wielkiej (ur. 1754)
- 1840 – Harry Fane, brytyjski generał-major, polityk (ur. 1778)
- 1844 – Bertel Thorvaldsen, duński rzeźbiarz (ur. 1770)
- 1846 – Ludwik Adam Jucewicz, żmudzki szlachcic, duchowny katolicki, pisarz, etnograf, historyk, folklorysta (ur. 1813)
- 1849:
  - Johann Wolfgang Döbereiner, niemiecki chemik (ur. 1780)
  - Ludwik Trynkowski, polski duchowny katolicki, pisarz religijny (ur. 1805)
- 1853 – Seweryn Bukar, polski porucznik, uczestnik insurekcji kościuszkowskiej, pamiętnikarz (ur. 1773)
- 1860 – Naosuke Ii, japoński daimyō, urzędnik (ur. 1815)
- 1864 – Karl Claus, rosyjski chemik, botanik, farmaceuta pochodzenia niemieckiego (ur. 1796)
- 1865 – August Kiss, niemiecki rzeźbiarz (ur. 1802)
- 1866:
  - Maria Amelia Burbon-Sycylijska, królowa Francuzów (ur. 1782)
  - Ferdynand, ostatni landgraf Hesji-Homburg, generał austriacki (ur. 1783)
- 1869 – Antoine-Henri Jomini, francuski generał (ur. 1779)
- 1870:
  - Józef Karol Drda, polski aptekarz, samorządowiec, prezydent Wieliczki (ur. 1804)
  - Adam Epstein, polski bankier, filantrop pochodzenia żydowskiego (ur. 1800)
  - Osyp Szuchewycz, ukraiński duchowny greckokatolicki, pisarz, tłumacz (ur. 1816)
- 1873 – Mary Ann Cotton, brytyjska seryjna morderczyni (ur. 1832)
- 1882 – Henry Wadsworth Longfellow, amerykański poeta (ur. 1807)
- 1886 – Ward Hunt, amerykański prawnik, sędzia Sądu Najwyższego (ur. 1810)
- 1887 – Jan Kacper Heurich, polski architekt (ur. 1834)
- 1888 – Kazimierz Jarochowski, polski historyk, publicysta, polityk (ur. 1828)
- 1894 – Robert Prescott Stewart, irlandzki kompozytor, organista, dyrygent, pedagog (ur. 1825)
- 1899 – Gustav Wiedemann, niemiecki fizyk, wykładowca akademicki (ur. 1826)
- 1900:
  - Salomon Joachim Halberstam, żydowski bibliofil, kolekcjoner, publicysta, kupiec (ur. 1832)
  - Wilhelm Heinrich Waagen, niemiecki geolog, paleontolog (ur. 1841)
- 1902:
  - Otto Helm, niemiecki farmaceuta, chemik, kolekcjoner (ur. 1826)
  - Michał Mikołaj Ogiński, polski hrabia, ziemianin (ur. 1849)
- 1903 – Michelangelo Pittatore, włoski malarz (ur. 1825)
- 1905 – Jules Verne, francuski pisarz science fiction, dramaturg, działacz społeczny (ur. 1828)
- 1908 – Spencer Cavendish, brytyjski arystokrata, polityk (ur. 1833)
- 1909 – John Millington Synge, irlandzki prozaik, poeta, dramaturg (ur. 1871)
- 1910 – Galen Clark, amerykański przyrodnik (ur. 1814)
- 1911:
  - Dragan Cankow, bułgarski polityk, premier Bułgarii (ur. 1828)
  - Rodolphe-Madeleine Cleophas Dareste de la Chavanne, francuski prawnik (ur. 1824)
  - Klotylda Micheli, włoska zakonnica, błogosławiona (ur. 1849)
- 1913:
  - Ira van Gieson, amerykański psychiatra, patolog (ur. 1866)
  - Václav Vrbata, czeski biegacz narciarski (ur. 1885)
- 1914:
  - Franciszek Doliński, polski prawnik, adwokat, polityk, poseł na Sejm Krajowy Galicji, prezydent Przemyśla (ur. 1850)
  - Julian Kosiński, polski chirurg (ur. 1833)
- 1915:
  - Karol Olszewski, polski fizyk, chemik, wykładowca akademicki (ur. 1846)
  - Morgan Robertson, amerykański pisarz (ur. 1861)
- 1916:
  - Enrique Granados, hiszpański pianista, kompozytor (ur. 1867)
  - Soter Ortyński, ukraiński duchowny greckokatolicki, egzarcha USA (ur. 1866)
- 1917 – Renatus Theiller, niemiecki pilot wojskowy, as myśliwski (ur. 1894)
- 1918:
  - Chung Ling Soo, amerykański iluzjonista (ur. 1861)
  - Władysław Ślewiński, polski malarz (ur. 1856)
  - Józef Weber, polski duchowny katolicki, biskup pomocniczy lwowski pochodzenia niemieckiego (ur. 1846)
- 1919 – Zbigniew Paygert, polski żołnierz, poeta (ur. 1901)
- 1920 – Shobal Clevenger, amerykański neurolog, psychiatra (ur. 1843)
- 1921:
  - James Gibbons, amerykański duchowny katolicki, arcybiskup Baltimore, kardynał (ur. 1834)
  - Déodat de Séverac, francuski kompozytor, organista (ur. 1872)
- 1922 – Denys Cochin, francuski pisarz, polityk (ur. 1851)
- 1926 – Phan Châu Trinh, wietnamski rewolucjonista (ur. 1872)
- 1927 – Elżbieta Sachsen-Altenburg, księżniczka saksońska, wielka księżna rosyjska (ur. 1865)
- 1928 – Mendog II, niemiecki arystokrata, król Litwy (ur. 1864)
- 1931:
  - Charles Clary, amerykański aktor (ur. 1873)
  - Robert Edeson, amerykański aktor (ur. 1868)
  - Jerzy Rokossowski, polski kapitan pilot (ur. 1900)
- 1932:
  - Wilhelm Bańkowski, austro-węgierski marszałek polny porucznik pochodzenia polskiego (ur. 1867)
  - Frantz Reichel, francuski rugbysta, lekkoatleta, działacz sportowy (ur. 1871)
- 1933 – Alfred William Alcock, brytyjski lekarz, przyrodnik (ur. 1859)
- 1935:
  - Marek (Bogolubow), rosyjski biskup prawosławny (ur. 1879)
  - Maria Karłowska, polska zakonnica, błogosławiona (ur. 1865)
  - Stanisław Kozubski, polski robotnik, związkowiec, polityk, poseł na Sejm RP (ur. 1889)
- 1936:
  - Josef Jadassohn, niemiecki dermatolog, wykładowca akademicki (ur. 1863)
  - Kornel Paygert, polski ekonomista, bankowiec, polityk (ur. 1868)
- 1937:
  - Michał Arcichowski, polski pedagog, publicysta, samorządowiec, polityk, poseł na Sejm Ustawodawczy i Sejm RP (ur. 1863)
  - Vehbi Dibra, albański mufti, teolog, działacz niepodległościowy, polityk (ur. 1867)
  - Wasilij Gołowin, radziecki polityk (ur. 1893)
  - Stanisław Mańkowski, polski ziemianin, polityk, senator RP (ur. 1876)
- 1938 – Jørgen-Frantz Jacobsen, farerski dziennikarz, prozaik, poeta (ur. 1900)
- 1939 – Karol Wierczak, polski dziennikarz, polityk, poseł na Sejm RP (ur. 1887)
- 1940:
  - Édouard Branly, francuski inżynier, fizyk, lekarz, wynalazca (ur. 1844)
  - Michał Rostworowski, polski prawnik, konstytucjonalista, politolog, wykładowca akademicki (ur. 1864)
- 1941 – Friedrich-Karl Cranz, niemiecki generał (ur. 1886)
- 1942:
  - Engelbert Babisz, polski robotnik, powstaniec śląski (ur. 1898)
  - Mathieu Cordang, holenderski kolarz szosowy i torowy (ur. 1869)
  - Maria Grzesiakowa, polska instruktorka harcerska (ur. 1897)
  - Jan Olieslagers, belgijski pilot sportowy i wojskowy, as myśliwski (ur. 1883)
  - Stefan Tadeusz Studniarski, polski inżynier leśnik, nadleśniczy, ekonomista, wykładowca akademicki (ur. 1868)
- 1943:
  - Erwin Fichtner, niemiecki funkcjonariusz i zbrodniarz nazistowski (ur. 1912)
  - Stanisław Jerzy Hofmokl, polski ziemianin, prawnik, mecenas sztuki, dziennikarz, publicysta (ur. 1869)
- 1944:
  - Jules Bache, amerykański bankier, kolekcjoner dzieł sztuki pochodzenia niemieckiego (ur. 1861)
  - Władysław Drzewiecki, polski kompozytor, dyrygent, muzykolog, pedagog (ur. 1895)
  - Aldo Finzi, włoski pilot, baloniarz, polityk faszystowski (ur. 1891)
  - Józef Ulma, polski rolnik, Sprawiedliwy wśród Narodów Świata, Sługa Boży (ur. 1900)
  - Wiktoria Ulma, polska rolniczka, Sprawiedliwa wśród Narodów Świata, Służebnica Boża (ur. 1912)
  - Orde Wingate, brytyjski generał major (ur. 1903)
- 1945:
  - Wolfgang Birkner, niemiecki funkcjonariusz i zbrodniarz nazistowski (ur. 1913)
  - Leonard Przybylski, polski lekkoatleta, długodystansowiec (ur. 1918)
  - Marta Melusja Rybka, niemiecka elżbietanka, męczennica, Służebnica Boża (ur. 1905)
  - Stefan Szwajnoch, polski duchowny katolicki, działacz społeczny i narodowy, publicysta (ur. 1886)
- 1946:
  - Aleksandr Alechin, rosyjski i francuski szachista (ur. 1892)
  - Zorka Janů, czeska aktorka (ur. 1921)
  - Christian Jebe, norweski żeglarz sportowy (ur. 1876)
  - Carl Schuhmann, niemiecki gimnastyk, zapaśnik (ur. 1869)
- 1948:
  - Jewgienij Abałakow, rosyjski wspinacz (ur. 1907)
  - Sigrid Hjertén, szwedzka malarka (ur. 1885)
  - Konstantin Igumnow, rosyjski pianista, pedagog (ur. 1873)
- 1950 – Harold Laski, brytyjski politolog, ekonomista, wykładowca akademicki, polityk pochodzenia żydowskiego (ur. 1893)
- 1951:
  - Hilary Ewert-Krzemieniewski, polski prawnik, polityk (ur. 1885)
  - Eulogiusz (Markowski), ukraiński biskup prawosławny (ur. 1878)
- 1953:
  - Paul Couturier, francuski duchowny katolicki (ur. 1881)
  - Maria Teck, księżna Walii, królowa Wielkiej Brytanii, cesarzowa Indii (ur. 1867)
- 1954 – Thành Thái, cesarz Wietnamu (ur. 1879)
- 1955:
  - John W. Davis, amerykański prawnik, adwokat, polityk (ur. 1873)
  - Otto Gessler, niemiecki polityk (ur. 1875)
- 1956:
  - Willem Hendrik Keesom, holenderski fizyk, wykładowca akademicki (ur. 1876)
  - Edmund Whittaker, brytyjski matematyk, fizyk, filozof, wykładowca akademicki (ur. 1873)
- 1961 – Zygmunt Łakiński, polski generał brygady (ur. 1892)
- 1962 – Auguste Piccard, szwajcarski fizyk, wynalazca, badacz (ur. 1884)
- 1964:
  - Villem Kapp, estoński kompozytor, organista (ur. 1913)
  - Humberto Recanatini, argentyński piłkarz (ur. 1898)
- 1966 – Virginia Hill, amerykańska przestępczyni (ur. 1916)
- 1967 – Francesco Bracci, włoski kardynał (ur. 1879)
- 1968:
  - Aage Frandsen, duński gimnastyk (ur. 1890)
  - Alice Guy-Blaché, francuska reżyserka i producentka filmowa (ur. 1873)
- 1969:
  - Renato Cesarini, włosko-argentyński piłkarz, trener (ur. 1906)
  - Joseph Kasavubu, kongijski polityk, pierwszy prezydent Demokratycznej Republiki Konga (ur. 1910)
- 1971:
  - Enzo Corti, włoski kierowca wyścigowy (ur. 1944)
  - Arne Jacobsen, duński architekt, projektant wnętrz (ur. 1902)
  - Andrew Wright, brytyjski polityk kolonialny (ur. 1895)
- 1973:
  - Marian Januszajtis-Żegota, polski generał dywizji (ur. 1889)
  - Hanna Szumańska, polska tłumaczka literatury francuskiej (ur. 1919)
- 1974 – Christo Iliew, bułgarski piłkarz (ur. 1936)
- 1976:
  - Eugeniusz Kaszyński, polski major (ur. 1909)
  - Bernard Law Montgomery, brytyjski dowódca wojskowy, marszałek polny (ur. 1887)
  - E.H. Shepard, brytyjski malarz, ilustrator (ur. 1879)
- 1979 – Jack Cohen, brytyjski przedsiębiorca pochodzenia żydowskiego (ur. 1898)
- 1980:
  - Edward Apa, polski aktor, reżyser (ur. 1917)
  - Piatruś Brouka, białoruski poeta, prozaik (ur. 1905)
  - Oskar Romero, salwadorski duchowny katolicki, arcybiskup San Salvadoru, obrońca praw człowieka, męczennik, święty (ur. 1917)
- 1981 – Dmitrij Żukow, radziecki dyplomata (ur. 1909)
- 1982 – Fiodor Czeremuchin, radziecki generał major lotnictwa (ur. 1912)
- 1983:
  - Stefan Berezowski, polski podpułkownik pilot (ur. 1897)
  - Igino Eugenio Cardinale, włoski duchowny katolicki, arcybiskup, nuncjusz apostolski (ur. 1916)
- 1984 – Sam Jaffe, amerykański aktor (ur. 1891)
- 1987 – Urszula Rivata, włoska zakonnica, pierwsza przełożona Uczennic Boskiego Mistrza, Służebnica Boża (ur. 1897)
- 1991 – John Kerr, australijski prawnik, polityk, gubernator generalny Australii (ur. 1914)
- 1992 – Ryszard Białous, polski kapitan, harcmistrz, dowódca harcerskiego batalionu „Zośka” (ur. 1914)
- 1993 – John Hersey, amerykański pisarz (ur. 1914)
- 1994:
  - Zbigniew Gołąb, polski językoznawca, slawista, wykładowca akademicki  (ur. 1923)
  - Hans Jakob, niemiecki piłkarz, bramkarz (ur. 1908)
  - John May, amerykański duchowny katolicki, arcybiskup St. Louis (ur. 1922)
- 1995 – Tadeusz Skwirzyński, polski polityk, minister leśnictwa i przemysłu drzewnego, poseł na Sejm PRL (ur. 1923)
- 1996:
  - Tadeusz Wojciech Maklakiewicz, polski kompozytor, pedagog, prawnik (ur. 1922)
  - Jean-Claude Piumi, francuski piłkarz (ur. 1940)
  - Sara Thomasson, szwedzka narciarka alpejska (ur. 1925)
- 1997 – Roberto Sánchez Vilella, portorykański inżynier, polityk, gubernator (ur. 1913)
- 1998 – António Ribeiro, portugalski duchowny katolicki, patriarcha Lizbony, kardynał (ur. 1928)
- 1999 – Osman Örek, cypryjski prawnik, polityk, premier Cypru Północnego pochodzenia tureckiego (ur. 1925)
- 2000:
  - Al Grey, amerykański trębacz jazzowy (ur. 1925)
  - Henryk Dampc, polski bokser (ur. 1935)
- 2001 – N.G.L. Hammond, brytyjski historyk starożytności (ur. 1907)
- 2002 – César Milstein, brytyjski immunolog, laureat Nagrody Nobla pochodzenia argentyńskiego (ur. 1927)
- 2003:
  - Zdzisław Krzyszkowiak, polski lekkoatleta, długodystansowiec (ur. 1929)
  - Philip Yordan, amerykański aktor, producent i scenarzysta filmowy (ur. 1914)
- 2004 – Andrzej Hausbrandt, polski teatrolog (ur. 1923)
- 2005 – Shelley Mann, amerykańska pływaczka (ur. 1937)
- 2006:
  - John Glenn Beall, amerykański polityk (ur. 1927)
  - Jaroslava Moserová, czeska lekarka, polityk (ur. 1930)
  - Henryk Pruchniewicz, polski polityk (ur. 1926)
- 2008:
  - Neil Aspinall, brytyjski muzyk (ur. 1941)
  - Andrzej Kaczmarek, polski satyryk, aktor kabaretowy (ur. 1958)
  - Janusz Kosiński, polski dziennikarz muzyczny (ur. 1944)
  - Richard Widmark, amerykański aktor (ur. 1914)
- 2009:
  - Igor Stielnow, rosyjski hokeista, trener (ur. 1963)
  - Henryk Wojtyska, polski duchowny katolicki, teolog, pasjonista (ur. 1933)
- 2010:
  - Robert Culp, amerykański aktor, reżyser i scenarzysta filmowy (ur. 1930)
  - Andrzej Sadlej, polski chemik (ur. 1941)
- 2011:
  - Julian Gbur, polski duchowny katolicki, werbista, biskup lwowski, greckokatolicki biskup stryjski (ur. 1942)
  - Mieczysław Porzuczek, polski polityk, poseł na Sejm PRL (ur. 1919)
- 2012:
  - Vigor Bovolenta, włoski siatkarz (ur. 1974)
  - Edward Materski, polski duchowny katolicki, biskup radomski (ur. 1923)
  - Jocky Wilson, szkocki darter (ur. 1950)
  - Jan Winczakiewicz, polski prozaik, poeta, tłumacz, malarz (ur. 1921)
- 2013:
  - Čestmír Císař, czechosłowacki polityk (ur. 1920)
  - Mirosław Misiowiec, polski piłkarz (ur. 1956)
  - Jerzy Tomaszewski, polski chemik, działacz opozycji antykomunistycznej (ur. 1925)
- 2014:
  - Prokl (Chazow), rosyjski biskup prawosławny (ur. 1943)
  - Włodzimierz Kopijkowski, polski generał brygady (ur. 1919)
  - Ołeksandr Muzyczko, ukraiński przedsiębiorca, działacz nacjonalistyczny (ur. 1962)
  - Rodney Wilkes, trynidadzko-tobagijski sztangista (ur. 1925)
- 2015:
  - Oleg Bryjak, niemiecki śpiewak operowy (bas baryton) (ur. 1960)
  - Stanisław Bulkiewicz, polski numizmatyk (ur. 1928)
  - Scott Clendenin, amerykański basista, członek zespołu Death (ur. 1968)
  - Andreas Lubitz, niemiecki pilot cywilny (ur. 1987)
  - Maria Radner, niemiecka śpiewaczka operowa (kontralt) (ur. 1981)
  - Władysław Wojtasik, polski dyplomata (ur. 1929)
- 2016:
  - Roger Cicero, niemiecki piosenkarz (ur. 1970)
  - Johan Cruijff, holenderski piłkarz, trener (ur. 1947)
  - Ester Herlitz, izraelska nauczycielka, polityk, dyplomatka (ur. 1921)
  - Bernard Kielak, polski etnograf, regionalista (ur. 1944)
  - Timothée Modibo-Nzockena, gaboński duchowny katolicki, biskup Franceville (ur. 1950)
  - Garry Shandling, amerykański aktor, komik, reżyser, scenarzysta i producent telewizyjny (ur. 1949)
- 2017:
  - Iwan Abadżiew, bułgarski sztangista, trener (ur. 1932)
  - Józef Kozielecki, polski psycholog (ur. 1936)
  - Leo Peelen, holenderski kolarz torowy i szosowy (ur. 1968)
  - Romuald Romański, polski prawnik, historyk, pisarz (ur. ?)
  - Edward Skarga, polski aktor (ur. 1924)
  - Awraham Szarir, izraelski prawnik, polityk, minister turystyki i sprawiedliwości (ur. 1932)
- 2018:
  - José Antonio Abreu, wenezuelski ekonomista, dyrygent, pianista, polityk (ur. 1939)
  - Lys Assia, szwajcarska piosenkarka (ur. 1924)
  - Frank Meisler, izraelski rzeźbiarz, architekt (ur. 1929)
  - Jaakko Pakkasvirta, fiński reżyser i scenarzysta filmowy (ur. 1934)
  - Arthur Tafoya, amerykański duchowny katolicki, biskup Pueblo (ur. 1933)
- 2019:
  - Marian Cebulski, polski aktor (ur. 1924)
  - Mieczysław Inglot, polski historyk literatury (ur. 1931)
- 2020:
  - Lorenzo Acquarone, włoski prawnik, polityk (ur. 1931)
  - John Campbell-Jones, brytyjski kierowca wyścigowy (ur. 1930)
  - John Davies, australijski pływak (ur. 1929)
  - Manu Dibango, kameruński saksofonista i wibrafonista jazzowy (ur. 1933)
  - Bohdan Gadomski, polski dziennikarz, publicysta (ur. 1949)
  - Alfred Gomolka, niemiecki polityk, eurodeputowany (ur. 1942)
  - Stuart Gordon, amerykański reżyser, scenarzysta i producent filmowy (ur. 1947)
  - Bill Rieflin, amerykański perkusista, kompozytor, multiinstrumentalista, członek zespołów:  Ministry, Sweet 75, Swans, R.E.M., Revolting Cocks, KMFDM, Pigface, King Crimson (ur. 1960)
  - Ignacio Trelles, meksykański piłkarz, trener (ur. 1916)
  - Albert Uderzo, francuski rysownik i scenarzysta komiksowy (ur. 1927)
- 2021:
  - Enrique Chazarreta, argentyński piłkarz (ur. 1947)
  - Toshihiko Koga, japoński judoka (ur. 1967)
  - Jessica Walter, amerykańska aktorka (ur. 1941)
  - Zdzisław Wroniak, polski historyk (ur. 1927)
- 2022:
  - Kirk Baptiste, amerykański lekkoatleta, sprinter (ur. 1962)
  - Bogdan Berliński, polski żużlowiec (ur. 1937)
  - Jakow Riezancew, rosyjski generał porucznik (ur. 1973)
  - Paweł Saar, polski rzemieślnik, polityk, poseł na Sejm RP (ur. 1935)
  - Joanna Wichowska, polska pisarka, krytyk teatralna (ur. 1969)
- 2023:
  - Gordon E. Moore, amerykański chemik, informatyk, przedsiębiorca, współzałożyciel korporacji Intel (ur. 1929)
  - Pradeep Sarkar, indyjski reżyser i scenarzysta filmowy (ur. 1955)
- 2024:
  - Péter Eötvös, węgierski kompozytor, dyrygent, pedagog muzyczny (ur. 1944)
  - Marjorie Perloff, amerykańska poetka, krytyk literacka (ur. 1931)
  - Violeta Quesada, kubańska lekkoatletka, sprinterka (ur. 1947)
  - Gordon Singleton, kanadyjski kolarz torowy (ur. 1956)
  - José Agustín Valbuena Jáuregui, kolumbijski duchowny katolicki, biskup Valledupar (ur. 1927)
  - Joyce Yakubowich, amerykańska lekkoatletka, sprinterka (ur. 1953)